# José Antonio Fernández Hurtado
José Antonio Fernández Hurtado (ur. 2 grudnia 1952 w Morelii) – meksykański duchowny rzymskokatolicki, arcybiskup Tlalnepantla od 2019.

## Życiorys
Święcenia kapłańskie otrzymał 14 października 1978 i został inkardynowany do diecezji Tula. Przez wiele lat pracował w kurii diecezjalnej, gdzie odpowiadał m.in. za duszpasterstwo powołań oraz duszpasterstwo młodzieży. W latach 1989–1996 był rektorem niższego seminarium, a następnie objął probostwo w katedrze. Od 1994 wikariusz generalny diecezji.
11 lutego 2005 papież Jan Paweł II mianował go biskupem diecezjalnym diecezji Tuxtepec. Sakry biskupiej udzielił mu 11 maja 2005 biskup Octavio Villegas Aguilar.
26 września 2014 papież Franciszek mianował go arcybiskupem metropolitą Durango. Ingres odbył się 21 listopada 2014.
25 stycznia 2019 został przeniesiony na urząd arcybiskupa metropolity Tlalnepantla, zaś 18 marca 2019 kanonicznie objął urząd.